# ギンダラとキンメダイ
『ギンダラとキンメダイ』は、渡辺伊織による日本の4コマ漫画作品。

## 概要
全く似ていない古沢姉妹。明るくて人気者、勉強もスポーツも出来るが家事が一切ダメな姉の百萌。一方、地味で目立たず勉強もスポーツもダメ。でも、家事に関しては誰にも負けない妹の奈々葉。
全く似ていなくて、とても仲良しな姉妹を描くコメディ4コマ漫画。
『まんがライフ』（竹書房）2010年2月号に掲載後、2010年5月号に掲載。その後、2010年7月号より2013年10月号まで連載。単行本は全2巻。

## 登場人物
古沢百萌
明るく人気者で一見すると勉強もスポーツも出来るパーフェクトな古沢家の姉。17歳。乙女座。
だが、家のことになると実は全くダメで、家事は妹にまかせっきり。
容姿端麗なこともあり、告白されることもある。男女を問わず人気があり、バレンタインには女子から大量のチョコレートを貰う。
感性の人であり、思考が独特。そのため、成績はいいが人に教えることについては全く向いていない。
スポーツは運動部部員の自信を喪失させたり各部からスカウトが殺到する程だが、本人は部活をする気はない。
感情をオープンに表し、行動的。妹に対する愛情表現も常に全力。
食べる事も大好きで、夕飯のことを考えるだけで幸せになれる。
友達は多いが、それ以上に妹が大好き。そのため2人が恋人関係だという噂が立ったこともある。誰よりも妹のことを大切に思っていて、妹のことを悪く言われると行動的に制裁を加えることもある。
特技はゴジラの鳴きマネ。将来の夢はお嫁さん。
古沢奈々葉
姉の百萌とは対照的に、勉強が苦手だけれども家事の全てをこなす古沢家の妹。
人目を惹く姉と違ってとても地味であり、実際は16歳なのだが年齢以上の扱いを受けることが多く本人も気にしている。
怒ると怖く、その反面褒められると分かりやすく喜び、それらがそのまま家事にも出る。
漫画が好きな様子で、読むと思考がそれに影響されることもある。
外では姉の世話について愚痴をこぼすことが多いが、姉に頼られることに喜びを感じてもいる。
カラオケでは失恋ソングだけ上手い。
杉野透太
古沢姉妹とは3歳から家族ぐるみの付き合いの幼馴染で奈々葉のクラスメイトの男子。
奈々葉のことが好きだがずっと言い出せずにいる。ただし、その事はクラスメイトには周知の事実で、奈々葉のみが気付いていない状況。
古沢姉妹にとっては弟のような存在で、奈々葉に世話を焼いてもらっている百萌に世話を焼かれている。
分かりやすく純情で素直。奈々葉の言葉一つで一喜一憂するほど。
目がやや半開きでそばかすがあり、見た目もやや気の弱い草食系男子。
名前はスリーピースバンドのサクラメリーメンの「小西透太」から。
小田切希望
奈々葉のクラスメイトの女子で、百萌の大ファン。
そのため奈々葉の話で百萌の話題が出てくるのに聞き耳を立てている。しかし、自ら奈々葉との会話に加わることはない。
奈々葉が忙しくなれば自分が百萌の世話を焼けるという発想から自身を売り込むこともある。

## 単行本
- 渡辺伊織『ギンダラとキンメダイ』竹書房（バンブーコミックス）、全2巻
  1. 第1巻 2012年6月27日発売[11]（2012年7月11日初版発行）ISBN 978-4-8124-7906-3
  2. 第2巻 2013年9月27日発売[12]（2013年10月11日初版発行）ISBN 978-4812484128